# Vijgeblad
Het Vijgeblad (1979-1988) was een maandelijkse uitgave van de Rotterdamse homojongerenvereniging Apollo. 
Het Vijgeblad diende als clubblad voor Apollo en werd door vrijwilligers van Apollo in elkaar gezet en gekopieerd. 
In 1987 ontstond het idee bij de redactie van het Vijgeblad om een regionaal blad en uiteindelijk landelijk blad te gaan maken. Dit leidde tot het homojongerentijdschrift Expreszo in 1988. De laatste twee uitgaven van Vijgeblad dienden als proefnummers voor het blad Expreszo.